# Banjarejo (Dagangan)
Banjarejo is een bestuurslaag in het regentschap Madiun van de provincie Oost-Java, Indonesië. Banjarejo telt 1104 inwoners (volkstelling 2010).